# Катастрофа Convair 440 под Бишопом
Катастрофа Convair 440 под Бишопом — авиационная катастрофа, произошедшая ночью в среду 13 марта 1974 года близ Бишопа и ставшая одной из крупнейших в истории штата Калифорния. Авиалайнер Convair CV-440-38 авиакомпании Sierra Pacific Airlines выполнял пассажирский рейс из Бишопа в Бербанк (Калифорния), но спустя несколько минут после взлёта по неустановленным причинам врезался в гору и разрушился. Жертвами катастрофы стали 36 человек, в том числе съёмочная группа в составе 31 человека, которая работала над телефильмом о первобытных людях.
Комиссия от Национального совета по безопасности на транспорте так и не смогла точно определить, почему пилоты залетели столь далеко в горный район на малой высоте. Также на месте происшествия удалось найти уцелевшие киноматериалы. Спустя три месяца по американскому телевидению был показан фильм, в сюжет которого включили сцену, отснятую погибшей группой.

## Самолёт
Convair CV-440-38 (в отчёте указан как «Convair 340/440-38») с регистрационным номером N4819C (заводской — 138) был старым самолётом. Его выпустили в 1953 году ещё как модель CV-340-38, после чего 18 декабря передали заказчику — американской авиакомпании Delta Air Lines. В январе 1969 года самолёт модернизировали до модели CV-440-38, в 1970 году продали Ransom Aircraft Sales, в феврале 1971 года преобразованной в Koscot Interplanetary Inc., а в сентябре 1971 года — Glenn Aire Inc. 27 января 1972 года борт N4819C приобрела Aspen Airways, а осенью 1973 года (по одним данным 30 сентября, по другим — 11 ноября) — Sierra Pacific Airlines.
Последний периодический ремонт самолёт проходил 31 января 1974 года, последнюю крупную проверку — 2 марта, а последний осмотр — 13 марта 1974 года в Бербанке перед вылетом в Бишоп. Согласно записям в технических журналах, по самолёту не было никаких серьёзных замечаний, которые могли бы способствовать происшествию. Общая наработка борта N4819C составляла 41 112,7 часов.
На авиалайнере были установлены два 18-цилиндровых двигателя модели Pratt & Whitney R-2800-CB16/17 с выходной мощностью 2500 л. с. (1800 кВт) каждый, оборудованных воздушными винтами Hamilton Standard модели 43E60-381.

## Экипаж и пассажиры
Экипаж самолёта в роковом рейсе имел следующий состав:
- Командир воздушного судна — 50-летний Альберт Дж. Эванс (англ. Albert J. Evans). В авиакомпании Sierra Pacific Airlines с 9 сентября 1973 года, а 2 октября был повышен до командира Convair CV-340 и 440. Имел квалификацию пилота многомоторных самолётов типа Douglas DC-3, Convair CV-240/340/440 и Martin 2-0-2/4-0-4. В аэропорт Бишоп летал при проверке квалификации, а всего за предшествующие полгода совершил в него восемь полётов, в том числе три ночью. Его общий лётный стаж составлял 9902 часа, в том числе 1742 часа на самолётах семейства Convair. За последние 90 дней перед катастрофой налетал 333 часа на самолётах Convair 340/440, а также трижды летал в Бишоп. Отдых перед работой составил 43 часа[4].
- Второй пилот — 26-летний Пол Т. Деннис (англ. Paul T. Dennis). В авиакомпании Sierra Pacific Airlines с 15 октября 1973 года, 23 ноября подтвердил квалификацию пилота самолётов Convair CV-340 и 440. В аэропорт Бишоп за последние три месяца совершил пять полётов, в том числе один ночью. Его общий лётный стаж составлял 2845 часов, в том числе 2500 часов на самолётах семейства Convair. Перед работой 4 дня находился на больничном, так как болел гриппом[4][5].
- Пилот-наблюдатель — 45-летний Гарольд Р. Уэст (англ. Harold R. West). Поступил в Sierra Pacific Airlines сравнительно недавно и ещё проходил стажировку на командира, а на рейсе 802 знакомился с полётами через горы. Имел квалификацию пилота многомоторных самолётов, в том числе и типа Convair CV-240/340/440. Его общий лётный стаж составлял 8831 час, в том числе 5992 часа на самолётах семейства Convair. Ранее совершил как наблюдатель пять полётов, но ни разу не летал в Бишоп[5].
- Стюардесса — 19-летняя Мэри Джоанн Паркер (англ. Mary Joanne Parker). В авиакомпании Sierra Pacific Airlines с 14 ноября 1973 года, в должности — с 25 января 1974 года[5].

Помимо этого, в состав экипажа входил Джеймс Э. Стейнлоф (англ. James E. Steinlauf) — представитель Sierra Pacific Airlines по обеспечению сервиса пассажирам. Во время полёта он находился в салоне как служебный пассажир, а потому в итоговом отчёте не учтён как член экипажа.
Пассажирами являлась телевизионная группа из 31 человека, включая актёров, режиссёра и вспомогательный персонал.
- Актёры:
  - Янос Прохаска[англ.] (венг. Janos Prohaska) — актёр венгерского происхождения, из-за сильного акцента снимался лишь в ролях второго плана, в том числе в сериалах За гранью возможного, Затерянные в космосе, Моя жена меня приворожила, Остров Гиллигана и многих других, а также в фильме Бегство с планеты обезьян. Больше получил известность в озвучивании животных, включая пряничного медведя в «Шоу Энди Уильямса»[8];
  - Роберт Прохаска (англ. Robert Prohaska) — каскадёр, сын Яноса Прохаски;
  - Ричард П. Акерман (англ. Richard P. Ackerman);
  - Юджин Э. Дарвэл (англ. Eugene E. Darval);
  - Джим Диксон (англ. Jim Dickson);
  - Джекли К. «Джекки» Тан (англ. Jacqueli C. «Jackie» Tang);
  - Доктор Лорен М. Рэймонд (англ. Dr. Loren M. Raymond).
- Режиссёр — Деннис Р. Аццарелла (итал. Dennis R. Azzarella) — премия Гильдии режиссёров Америки за выдающиеся достижения в кинодокументалистике
  - Ирен Г. Банд (англ. Irene G. Bunde) — невеста Денниса Аццареллы;
- Личный помощник режиссёра — Джоэл Розен (англ. Joel Rosen);
- Заместитель режиссёра — Энтони Р. Маццола (итал. Anthony R. Mazzola);
- Оператор — Альберт К. Кин (англ. Albert C. Kihn);
- Помощники оператора:
  - Дэвид Э. Айвазян (англ. David E. Ayvazian);
  - Билл Лукас (англ. Bill Lucas);
- Постановщик сцен — Дональд Х. Джейкоб (англ. Donald H. Jacob);
- Водители:
  - Джон В. «Билл» Сэвой (англ. John W. «Bill» Savoy);
  - Рональд Дж. Брандт (англ. Ronald J. Brandt);
- Ассистенты по съёмкам:
  - Говард Перлман (англ. Howard Perlman);
  - Стивен В. Солон (англ. Stephen V. Solon);
  - Гэри Д. Сперо (англ. Gary D. Spero);
- Визажисты:
  - Рольф Дж. Миллер (англ. Rolf J. Miller) — номинация на премию Эмми 1971 года за лучший грим к телесериалу Моя жена меня приворожила;
  - Билл Миллер (англ. Bill Miller);
  - Джим Филлипс (англ. Jim Phillips);
  - Ирвинг А. Прингл (англ. Irving A. Pringle);
  - Чарльз А. Соркин (англ. Charles A. Sorkin);
- Реквизитор — Расти Картер (англ. Rusty Carter);
- Осветитель — Роберт Д. «Бобби» Джонс (англ. Robert D. «Bobby» Jones);
- Костюмеры:
  - Алан В. Хоффман (англ. Alan W. Hoffman);
  - Джованна Ф. Пьяцца (итал. Giovanna F. Piazza);
- Парикмахер-стилист — Мэри Сколник (англ. Mary Skolnik);
- Представитель от Американской гуманистической ассоциации — Джей П. «Фиш» Фишберн (англ. Jay P. «Fish» Fishburn).

## Хронология событий

### Полёт к Бишопу
Борт N4819C компании Sierra Pacific был зафрахтован студией Wolper Productions для чартерного рейса SZ802 из Маммот-Йосемити в Бербанк по перевозке съёмочной группы, которая снимала в горах сцену охоты австралопитека на тигра. Эта сцена должна была войти в третий эпизод «Борьба за выживание» (англ. The Struggle For Survival) телесериала «Первобытный человек» (англ. Primal Man) производства студии Wolper Productions для телеканала National Geographic. При этом саму группу вместе с оборудованием туда доставили 11 марта самолётом этой же авиакомпании. Тигр был арендован из зоопарка и по окончании съёмок сцены его отправили обратно на грузовике. Также грузовиками отвезли и часть оборудования, тогда как сама группа с некоторым оборудованием решила возвращаться самолётом.
Лайнер должен был вылететь из Бербанка в 15:45 и следовать в Маммот, выполняя регулярный пассажирский рейс, а обратный рейс уже был чартерным. Но из-за проблем с обслуживанием вылет пришлось отменить, а пассажиров пересадить на другой самолёт авиакомпании. Причина была в том, что требовалась замена компенсатора топливного бака № 1 и генератора двигателя № 1. В 17:30 ремонтные работы завершились, и борт N4819C был готов для выполнения чартерного рейса. Но к тому времени уже начало темнеть, а аэропорт Маммот-Йосемити был приспособлен лишь для дневных визуальных полётов, поэтому Sierra Pacific пришлось подыскивать ближайший аэропорт, работающий круглосуточно. Им оказался аэропорт «Восточная Сьерра», расположенный на 45 миль (72 км) южнее в городе Бишоп, куда пассажиров чартерного рейса доставили на автобусах.
В 18:14 с четырьмя членами экипажа и тремя неоформленными пассажирами авиалайнер вылетел из аэропорта Голливуд города Бербанк и направился в Бишоп. Полёт совершался по правилам визуальных полётов, но в 19:10, когда до Бишопа оставалось немного, командир связался с центром по обслуживанию полётов в Тонопе и отменил визуальный полёт, после чего сделал запрос, чтобы обратный рейс выполнялся по правилам полётов по приборам. Согласно поданному плану, полёт из Бишопа в Бербанк должен был проходить по трассе, аналогичной той, что была предусмотрена для визуальных полётов: Бишоп — Фрайант — Лейк-Хьюс — Ланг, а далее по прямой. После этого экипаж связался с диспетчером взлёта и посадки аэропорта Бишоп и запросил руководство по выполнению подхода, а также погодные данные. В 19:20, уже в вечерних сумерках (закат был в 19:05), самолёт благополучно приземлился в аэропорту.

### В Бишопе
За период стоянки в Бишопе техническое обслуживание самолёта не производилось, но в баки залили дополнительно 100 галлонов авиационного бензина 100/130. Также командир самолёта позвонил из Бишопа диспетчеру авиакомпании в аэропорту Бербанка и проинформировал его о примерном времени вылета и посадки. Ни о каких замечаниях по самолёту он не сообщал.
Под наблюдением пассажирского агента авиакомпании и директора по организации обслуживания пассажиров на борт погрузили багаж, кинооборудование и плёнки с фильмами. Загрузкой руководил пилот-наблюдатель, а взвешивание груза не проводили, так как телекомпания Wolper Productions, которая была фрахтовщиком, подтвердила, что это тот самый груз, который двумя днями ранее самолётом доставили из Бербанка, без всяких добавлений или уборки вещей. Поэтому вес груза и багажа указали такой же, какой был в тот раз — 2950 фунтов (1340 кг). Общий запас топлива на борту был 575 галлонов или 3450 фунтов (1560 кг). Расчётный вес самолёта составлял 45 480 фунтов (20 630 кг) при максимальном установленном для данного рейса 47 000 фунтов (21 320 кг); центровка также находилась в установленных пределах. Согласно данным метеонаблюдения, в это время была зафиксирована переменная облачность с разрывами и нижней границей 25 000 футов (7600 м), ветер 160° 11 узлов, температура воздуха 59 °F (15 °C), точка росы 25 °F (−4 °C), видимость 30 миль (48 км), давление аэродрома 30,03 дюйма (763 мм) рт. ст. Данную информацию и прогноз погоды экипаж получил в полном объёме.
В 20:20 с 32 пассажирами и 4 членами экипажа на борту рейс 802 отъехал от перрона и направился к полосе. По словам пассажирского агента, он видел, как в кабине командир сидел в левом кресле, второй пилот — в правом, а наблюдатель стоял позади у двери в салон за сиденьем для наблюдателя. В 20:21 экипаж связался с центром по обслуживанию полётов в Тонопе и сообщил, что они выруливают на взлёт, после чего попросил активировать план полёта по приборам. В 20:21:30 из Тонопы позвонили в Оклендский центр управления воздушным движением и запросили их разрешение для рейса 802, на что был дан ответ подождать и сообщено, что Окленд сам сообщит о разрешении. Менеджер аэропорта видел, как борт N4819C выруливал к началу полосы 12, после чего попытался связаться с экипажем на частоте «Юником». Однако после нескольких неудачных попыток менеджер вернулся к зоне взлёта, где увидел, как лайнер выполнил разбег, после чего скрылся из виду за ангарами.

### Катастрофа
В 20:24 на частоте радиостанции Бишоп экипаж повторно связался с Тонопой и доложил, что покинул Бишоп в 20:20. Также было доложено, что выполняется набор высоты по правилам визуальных полётов в ожидании разрешения на полёт по приборам. Когда диспетчер в Окленде дал разрешение рейсу 802 на полёт по приборам, сотрудник в Тонопе в 20:28:40 попытался сообщить об этом экипажу, однако самолёт молчал, как и при последующих попытках установить связь. Тогда из Тонопы позвонили в Оклендский диспетчерский центр и сообщили, что ранее рейс 802 докладывал о вылете из Бишопа и визуальном наборе высоты, но сейчас связь установить не удаётся. Также экипажу было сообщено о переходе на связь с центром на частоте 27,3 МГц.
В 20:36 в Тонопу позвонили уже из Бишопского аэропорта и спросили, что с рейсом 802, а когда узнали, что тот прекратил выходить на связь, сообщили о взрыве и пожаре в Белых горах к востоку от аэропорта. После сопоставления фактов была объявлена аварийная ситуация и начались поиски пропавшего лайнера. Позже в ходе расследования удалось найти очевидцев, которые видели самолёт за секунды до происшествия. Трое были у подножья горы и видели зелёные и белые навигационные огни самолёта, которые двигались параллельно хребту, после чего донёсся шум двигателей, из чего было понятно, что это большой самолёт. Шум двигателей был достаточно сильным и при этом достаточно ровным, а самолёт словно выполнял плавный набор высоты. Затем спустя минуту появилась яркая вспышка и донёсся звук взрыва.
Примерно в 20:28 в условиях совершенно тёмной безлунной ночи (астрономические сумерки закончились за несколько минут до этого), когда даже очертаний вершин не было видно, самолёт врезался в Белые горы в точке координат 37°19′57″ с. ш. 118°16′14″ з. д. и на удалении 5,2 мили (8,4 км) к юго-востоку от аэропорта вылета. В момент столкновения авиалайнер следовал на фактической высоте 6100 футов (1860 м), то есть на 180 футов (55 м) ниже вершины гребня, по магнитному курсу около 175° и находился в правом крене 25°. В результате удара о скалы самолёт взорвался и разрушился на мелкие обломки, которые разбросало на участке длиной 1083 фута (330 м) и шириной 120 футов (37 м). Единственным крупным уцелевшим фрагментом была хвостовая часть. Все находящиеся на борту 36 человек мгновенно погибли.
По масштабам это крупнейшая авиакатастрофа в истории округа Иньо.

## Расследование
Экипаж лайнера имел необходимые сертификаты и квалификацию для выполнения данного полёта. Экспертизы обломков не обнаружили никаких признаков отказа или нарушений в работе самолётных систем или элементов его конструкции. Проверка двигателей показала, что они в момент удара работали на полной мощности.
В 20:24 экипаж доложил, что вылетел из Бишопа в 20:20, хотя ещё в 20:21 сообщал лишь о получении разрешения на взлёт. На основании этого следователи пришли к мнению, что взлёт на самом деле был выполнен в 20:22—20:23. Когда в 20:28:40 из центра в Тонопе попытались вызвать рейс 802, тот не отвечал, а значит, с учётом исправной радиосвязи, на тот момент уже разбился. Таким образом весь полёт мог длиться не более 6 минут (20:22 — 20:28), а чтобы преодолеть расстояние от аэропорта до места катастрофы, ему требовалось как минимум две минуты (20:24 — 20:26). Если считать, что набор высоты осуществлялся с вертикальной скоростью 1000 футов (300 м) в минуту, то двух минут было бы вполне достаточно, чтобы самолёт, следуя по взлётному курсу, набрал высоту, после чего выполнил поворот и врезался в горы как раз в месте катастрофы. Но этой версии противоречат показания очевидцев, которые видели самолёт к западу от аэропорта и уверяли, что тот выполнял набор высоты параллельно хребту как минимум за минуту до происшествия. Получается, что после взлёта авиалайнер повернул вправо, долетел до западной окраины города, после чего в районе радиомаяка повернул на восток-юго-восток в сторону хребта. При этом нашлись очевидцы, согласно показаниям которых перед столкновением с горой самолёт следовал в южном направлении, а следы на земле свидетельствовали, что удар произошёл во время следования по курсу 175° и с правым креном около 25°.
Оба компаса показывали курс между 170° и 174°, то есть фактическое направление полёта, а экспертиза высотомеров показала, что в момент удара они отображали высоту 6200 футов (1890 м), то есть близкую к высоте места происшествия. Таким образом, экипаж получал объективную информацию о высоте и направлении полёта. Полной тяги двигателей было достаточно для набора высоты более 2000 футов (610 м) на протяжении полёта, но так как показания приборов воздушной скорости и скороподъёмности определить не удалось, то точно ответить на вопрос, как осуществлялся набор высоты, и на основании этого определить продолжительность полёта следователи не смогли. Не было никаких данных, которые смогли бы объяснить, почему самолёт отклонился от безопасного плана полёта над долиной, вместо этого направившись в сторону гор. Очень низкой была вероятность, что на борту произошёл отказ техники или аварийная ситуация, в результате которой экипаж полностью потерял управление и не мог отвернуть машину в сторону долины.
Полёт проходил в восточном направлении от аэропорта, где на протяжении первых трёх миль (5 км) местность относительно уровня аэродрома поднималась на 1000 футов (300 м), но на протяжении следующих трёх миль она быстро поднималась уже до высоты 11 000 футов (3400 м), переходя в горы. Даже если экипаж осознанно направился на восток, то трудно понять, почему он залетел так далеко в горный район, где была полная темнота. Видимость в это время составляла 30 миль, но при этом к моменту происшествия уже стояла безлунная ночь, когда даже звёзд не было видно (из-за облаков), а по показаниям экипажей других самолётов не было видно и гор, на склонах которых к тому же отсутствовали какие-нибудь огни. Таким образом пилоты не могли понять своё местонахождение относительно гор, даже если и знали, где те находятся.
Сама схема вылета из аэропорта Бишопа при полётах по приборам предусматривает, что самолёт должен набрать высоту 8000 футов (2400 м), совершая полёт по дуге радиусом 2 морские мили (3½ км) вокруг аэродрома, так как на удалении до 2 миль от аэропорта местность является относительно безопасной для полётов, даже если видимость менее двух миль, хотя погодный минимум для данного аэропорта составляет 3 мили. Днём при видимости более двух миль набор высоты при визуальном полёте может быть легко выполнен, тем более, что при достаточной видимости экипаж сможет увидеть горы к западу и востоку от аэродрома и уклониться от них. Однако ночью при визуальных полётах, когда гор уже не видно, выполнять набор высоты по вольной траектории уже небезопасно, поэтому в данном случае экипажу следует кружить вокруг аэропорта, то есть аналогично схеме для полётов по приборам.
Сами пилоты достаточно хорошо знали этот аэродром, так как несколько раз уже летали в него и понимали, что до набора высоты в 8000 футов (2400 м) потеря огней аэродрома из вида может быть небезопасной. Да и перед роковым полётом они приземлились в аэропорту почти сразу после заката, когда ещё было светло, а потому могли видеть горы к западу и востоку. Однако так как в ту ночь из-за хорошей видимости огни аэропорта и города были видны на значительном расстоянии, экипаж мог использовать для ориентирования на местности эти и другие огни, находящиеся к западу от самолёта. Пилоты верили, что не потеряют аэродром из вида, что могло снизить их бдительность и, возможно, даже заставить забыть об опасных горах.
Хотя пилоты были профессионалами, в день катастрофы второй пилот Пол Деннис заступил на работу ранним утром в 05:15, из чего следует, что за вычетом времени отдыха между двумя рейсами в Маммот-Лейк и обратно его трудовой день продолжался уже больше 15 часов. К тому же патологоанатомическая экспертиза показала, что желудок Денниса был пуст. Такая высокая продолжительность работы в сочетании с голодом и усталостью после гриппа (Пол заболел им за четыре дня до событий) привела к тому, что второй пилот был уже физически и эмоционально измотан, а потому мог быть невнимательным при слежении за ходом полёта, в том числе и за удалением от аэропорта.
Что до командира, то он также мог отвлекаться от пилотирования на обучающую беседу с наблюдателем, поскольку для того это был первый полёт в Бишоп.

## Причина катастрофы
1. Самолёт имел необходимые сертификаты и обслуживался в соответствии с инструкциями[23].
2. Члены экипажа имели необходимые сертификаты и были достаточно квалифицированы[23].
3. Вес и центровка самолёта были в установленных пределах[23].
4. Экипаж выполнил взлёт с полосы 12 и доложил в центр обслуживания полётов в Тонопе о наборе высоты по правилам визуальных полётов и ожидании разрешения на выполнение полёта по приборам[23].
5. Не существовало никаких установленных процедур по выполнению вылета из аэропорта Бишоп по правилам визуальных полётов[23].
6. Самолёт выполнил правый разворот вокруг аэродрома[23].
7. Столкновение с горой произошло на высоте 6100 футов (1860 м) и на удалении 5,2 мили (8,4 км) к юго-востоку от аэропорта Бишоп[23].
8. Оба двигателя при ударе работали почти на полную мощность[23].
9. Не было никаких нарушений в работе самолёта или какой-либо из его систем[23].
10. Катастрофа произошла в темноте и до восхода луны[23].
11. Горы к востоку от Бишопа не были видны на фоне ночного неба[23].
12. Командир и второй пилот за последние полгода уже несколько раз прилетали в аэропорт Бишоп[23].
13. Наиболее вероятно, что второй пилот был в состоянии усталости из-за перенесённого незадолго до этого заболевания гриппом, а также большой продолжительности работы и голода[24].

Спустя 10 месяцев после происшествия, 20 января 1975 года Национальный совет по безопасности на транспорте выпустил итоговый отчёт AAR-75-01 о расследовании. Согласно этому отчёту, причина катастрофы так и не была установлена, так как следователи не смогли определить, почему опытный экипаж при выполнении ночного визуального полёта не соблюдал безопасное расстояние от гор.

## Последствия
Национальный совет по безопасности на транспорте рекомендовал установить у аэропорта Бишоп дополнительные навигационные радиомаяки, разработать схему вылета из аэропорта по направлению на северо-запад, а также ввести требование, чтобы все ночные полёты в районе аэропорта выполнялись по правилам полётов по приборам.
На месте катастрофы среди обломков были найдены киноплёнки с отснятыми материалами, а в мае 1974 года телепродюсер Джек Кауфман (англ. Jack Kaufman) заявил, что плёнки удалось восстановить. 21 июня 1974 года на телеканале American Broadcasting Company (ABC) был представлен третий фильм из цикла «Первобытный человек», в который вошла и сцена охоты на тигра, отснятая погибшей группой.
На месте катастрофы впоследствии был установлен мемориальный крест.

### Комментарии
1. ↑  Здесь и далее указано Тихоокеанское летнее время (PDT).